# Selenops dilamen
Selenops dilamen är en spindelart som beskrevs av José Antonio Corronca 2002. Selenops dilamen ingår i släktet Selenops och familjen Selenopidae.
Artens utbredningsområde är Kongo. Inga underarter finns listade i Catalogue of Life.